# Ithomia candescens
Ithomia candescens är en fjärilsart som beskrevs av Richard Haensch 1905. Ithomia candescens ingår i släktet Ithomia och familjen praktfjärilar. Inga underarter finns listade i Catalogue of Life.